# Edna Gladney
Edna Browning Kahly Gladney Milwaukee, Wisconsin, 22 de enero de 1886 -  Fort Worth 2 de octubre de 1961) fue una de las primeras activistas estadounidense por los derechos de los niños y para conseguir mejores condiciones de vida para los niños desfavorecidos.
La historia de su vida se contó en la película De corazón a corazón de 1941, en la que fue interpretada por Greer Garson, quien fue nominada al Premio de la Academia a mejor actriz por su interpretación de Gladney.

## Biografía
Edna Browning Kahly Gladney Nació el 22 de enero de 1886 en Milwaukee, Wisconsin, su madre soltera la tuvo a 16 años de edad, nunca reveló quien fue su padre biológico. Posteriormente su madre se casó con Maurice Kahly y tuvo otra hija llamada Dorothy (Charlotte, en la película). Después de la muerte de Maurice en 1904, Edna fue enviada a vivir con unos tíos en Fort Worth, Texas.
Edna mantuvo un noviazgo por correspondencia con Sam Gladney, un hombre trabajador diez años mayor que ella, después de casarse con él, se trasladaron a Sherman, Texas, allí ella se unió a la Liga Cívica, dedicándose a la inspección de los mercados locales de carne y baños públicos.

## Poor Farm
Edna Gladney, como miembro de la Liga Cívica y mientras practicaba una inspección rutinaria en el Condado Grayson encontró "Poor Farm", que era un vividero de mendigos, locos, discapacitados y niños abandonados. Impresionada, convoca a las otras mujeres de la Liga para ayudarlos, también buscó ayuda ante la Corte de Comisionados del Condado Grayson y habló con los propietarios de Poor Farm. Al no obtener acciones de ningún tipo, en compañía de las mujeres de la Liga Cívica de Sherman, asean el lugar y con la ayuda del Reverendo I.Z.T. Morris trasladan a los niños al Hogar de Niños de Texas.

## El Hogar de Niños de Texas
En 1910, Gladney se une a la Junta Directiva del Hogar y ayuda a crear una guardería gratuita para que las familias pobres dejen a sus niños y puedan ir a trabajar. Al iniciar la Guardería Sherman, 35 mujeres inscribieron a sus hijos. La guardería de carácter gratuito logra mantenerse gracias a las alcancías colocadas en locales comerciales locales.
Después de la muerte de su esposo, ocurrida en 1935, Gladney continuó su obra con la ayuda del reverendo Morris, tratando de colocar los niños abandonados con familias adoptivas. También concentró su atención para ayudar a las madres solteras.
En 1950, el Hogar de Niños de Texas y la Sociedad de Ayuda compraron el Hospital de Maternidad de West Texas, que fue rebautizado como Edna Gladney Home, ahora Centro Gladney de Adopción, con esta compra se ampliaron los servicios con atención prenatal.

## Cambio de la Legislación
Una de sus grandes luchas fue por eliminar la palabra "hijo ilegítimo" dentro de la legislación de Texas, después de una dura lucha contra muchos legisladores conservadores, logró su abolición en 1936, con esto, los niños con este estigma lograron adquirir todos sus derechos, tal como el de heredar. El ejemplo de Texas fue paulatinamente replicado por los demás estados.

## Película sobre su vida
Con el lanzamiento de la película en 1941, en la que fue interpretada por Greer Garson, nominada al Oscar como mejor actriz principal, la labor de Gradney fue reconocida a nivel nacional y ayudó a replicar su lucha en todo el territorio norteamericano. En 1960 se retiró debido a una complicación diabética, pero siguió ejerciendo como asesora hasta el día de su muerte, el 2 de octubre de 1961. Está enterrada en el Rose Hill Cemetery.[cita requerida]

## Legado
Durante la existencia de Gladney más de 10.000 bebés lograron conseguir padres adoptivos. Los derechos de aquellos niños estigmatizados con la palabra "ilegítimos" o "bastardos" fueron paulatinamente abolidos en el territorio norteamericano. La película Blossoms in the Dust (1941) [De corazón a corazón en Argentina, España y Uruguay] contribuyó mucho a ello.